# MARU
MARU（マル、1981年1月30日 - ）は、日本の女子プロレスラー。本名：丸山 美和（まるやま みわ）。身長160cm。体重55kg。埼玉県鴻巣市出身。現在は女優、脚本、演出、プロデューサーで劇団「水色革命」主宰、コルバタ代表。元夫は元「戸野廣浩司記念劇場」館長の平山陽。

## 経歴
1996年、映画会社パル企画内にあるテロワール（プロダクション）に所属、多数の舞台とVシネマに出演。
2000年6月、アストレスのオーディションを受けるも落選、そのまま吉本女子プロレスJd'に入門。同年12月29日、東京・後楽園ホールにおいて、アストレス1期生の大森彩乃戦でデビュー。
2003年11月、斎藤啓子とタッグチーム「チームOK」を結成し、師匠であるジャガー横田、ライオネス飛鳥組と対戦。
2004年4月にJDスターを脱退するが7月に格闘美興行で亜沙美とシングルで対戦、その後JDスターに復帰。12月19日には自らが提唱したジュニアオールスター戦『EXPERT〜新世代』を開催。
2005年9月17日、斎藤と共に引退興行「OK FINAL」で引退。
引退後、海外留学しながらTRAPPERに参加。
2007年4月に正式に劇団TRAPPERに加入（所属はI&Iファクトリー）。11月には真夏竜主宰の真夏座に初登場。以降レギュラーメンバーになる。
2008年7月6日に劇団TRAPPERがI&Iファクトリーから脱退し、I&Iファクトリーに残留したMARUは斎藤と共に真夏座に正式加入。10月には斎藤と再出発イベントで二人芝居を発表。9月には斎藤との二人芝居で初の脚本に挑戦。
2009年7月24日付で真夏座とI&Iファクトリーが関係解消となり、MARUと斎藤は真夏座から離脱。
2011年、若手の底上げを目標にした「水色革命」を立ち上げ、出演・脚本・演出を手掛ける。水色革命には床田菜摘（翔月なつみ）、世羅りさら女子プロレスラーも多数出演している。
2016年4月、芸歴25年記念公演「オオカミは走る」（三田村信行原作）を東京芸術劇場にて上演。

## 得意技
- スピアー
- ストレッチマフラー
- MARU×2スープレックス
- フットスタンプ

## タイトル歴
- TWF世界タッグ（第18代、パートナーは藪下めぐみ）
- Jd'ジュニア（第7代、第8代）

## 入場テーマ曲
- 「スカイブルー」

## 女優としての活動
プロレス入門前
- Vシネマ『真・恐怖体験』（1999年）
- Vシネマ『呪霊 (VIDEO)』（2000年）

プロレス引退後
- 「新木場☆ストアーハウス」
- 「港崎遊郭」
- 「SO LA LA LA〜僕の空には虹がある〜」
- 「BLUE SKY GRACE」（TRAPPER本公演）
- 「ゲラップ・ベイベ〜」
- 水色革命での活動は「水色革命」の項を参照
- コルバタでの活動は「コルバタ」の項を参照
- ミュージカル「ジャニス」（2022年8月23日 - 26日、東京・東京国際フォーラム ホールA）- ブルース・ウーマン / ジョプリナーズ / ザ・シャンテルズ 役[2]

- 映画 イナズマ社「タイムマシンガール」（木場明義監督）
- アクトリング本公演『ACTRING／剣編 03〜信念の矛〜 』（2025年6月1日 東京・新木場1stRING）ライザ 役[3]